# Could've Been You
Could've Been You è un brano musicale interpretato originariamente dal cantante statunitense Bob Halligan nel 1991 e portata al successo come singolo dalla cantante e attrice statunitense Cher l'anno seguente.
La canzone è stata scritta da Bob Halligan e Arnie Roman e incisa per l'album Window in the Wall (1991) di Halligan. La cover di Cher, prodotta da Peter Asher, è stata invece diffusa per il mercato europeo come quarto estratto dal ventunesimo album in studio dell'artista, ossia Love Hurts.

## Tracce
Singolo 12" Regno Unito
1. Could've Been You – 3:30
2. Love and Understanding – 4:43
3. Save Up All Your Tears – 4:00